# Politische Lyrik
Politische Lyrik nimmt sich innergesellschaftliche Auseinandersetzungen um politische Macht zum Thema und tritt in der Stimme des Dichters in eigener Parteilichkeit intentional in die Öffentlichkeit. Es ist eine mit lyrischen Mitteln gearbeitete Literatur, „die sich der gleichzeitigen Ereignisse des öffentlichen Lebens, die sich der politischen Zustände, Begebenheiten und Personen ihrer Zeit als ihres Inhalts zu bemeistern, ihnen zu dienen oder sie zu bekämpfen, und in Ernst oder Schimpf, in Lob oder Tadel, als eine öffentliche Macht auf die Geschichte einzuwirken strebt.“
Politische Lyrik findet ihre Form in sämtlichen lyrischen Gedichttypen und Darstellungsarten: Ballade, Epigramm, Festgesang, Gnomos, Herrscherlob, Hymne, Kirchenlied, Kriegslied, Lehrgedicht, Ideenlyrik, Marschlied, Merkspruch, Protestsong, patriotische Ode, Scherzlied, freier Vers, Volkslied, u. a.

## Antike
Eine Lyrik, die im eigentlichen Sinne die Beziehungen zwischen Bürger und Staat, weitergehend sogar mit Blick auf Verfassungsrechte und Bürgerpflichten darstellt, entsteht erstmals im antiken Sparta des 7. Jahrhunderts v. Chr. Zu dieser Zeit bildete Sparta das Zentrum der griechischen Kultur, Wiege der Chorlyrik, und zog Dichter aus dem gesamten Ägäisraum an. Der Dichter Terpander wurde auf Anregung des delphischen Orakels aus Lesbos gerufen, um politische Streitigkeiten der Lakedaimonier beizulegen. Auf Geheiß des Gesetzgebers Lykurg kam der Kreter Thaletas nach Sparta, um dort mit seiner literarischen Arbeit die geplante Verfassungs- und Landreform zu begleiten. Das Mittel waren unter anderem Festgesänge, die bei den Karneeischen Spielen oder den Gymnopädien vorgetragen wurden. Während des für Sparta lange Zeit staatsgefährdenden zweiten Messenischen Krieges gelangte Tyrtaios zu literarischem Ruhm. Der Päan und die Kriegs-Paränese bildeten die bezeichnenden Gedichttypen, mit denen der politisch-religiöse Zusammenhalt im Staat, aber auch der militärische Zusammenhalt in der Schlachtreihe der Phalanx beschworen wurde. Das bekannteste Beispiel dafür bildet Tyrtaios Eunomia-Elegie, die das Vorbild für eine ähnliche Elegie des Athenischen Gesetzgebers Solon darstellte.

## Politische Lyrik in Deutschland
Von ihren Anfängen her bietet die deutsche Dichtung durch alle Epochen der Geschichte eine Neigung zum politischen Engagement. Es sind Texte, „die zu den politischen und sozialen Problemen der zeitgenössischen deutschen Geschichte ausdrücklich Stellung nehmen – gleichgültig, ob diese Probleme innenpolitischer oder außenpolitischer Art sind, ob die Besitzverhältnisse oder Existenz- und Wirkungsmöglichkeiten einzelner Gruppen, Schichten und Klassen betreffen“.

## Mittelalter
Die politische Lyrik des Hochmittelalters (12.–14. Jahrhundert) ist vor allem in den Liederhandschriften der Zeit überliefert, die frühesten bereits in den Carmina Burana. Ihre Verfasser waren meist fahrende Sänger, die Text und Vortrag praktizierten. Ihre Themen waren die Kämpfe der Territorialfürsten im Reich, die Kreuzzüge und Herrscherpersönlichkeiten, mit sowohl lobender wie tadelnder Tendenz. Früheste Lieder mit politischem Inhalt sind neben dem althochdeutschen Ludwigslied einzelne Gedichte von Spervogel und Reimar dem Alten. Noch auf Latein verfasst ist die Kaiserhymne des Archipoeta (Salve, mundi domine). Der bedeutendste politische Dichter dieser Zeit ist Walther von der Vogelweide, der sich in den Auseinandersetzungen zwischen Ottonen und Staufern wechselnd auf den verschiedenen Seiten mit propagandistischem Spottversen Stellung bezog, etwa in der 1213 gegen den Papst und römische Kurie verfasste Strophe „Ahi wie kristenliche nu der babest lachet“. Kontroverse Bewertungen über Reichspolitik der Staufer, die Kirche und Kreuzzüge (Akkon-Sprüche), sowie die Auseinandersetzungen zwischen Kaiser und Papst sind erhalten von den Dichtern Ulrich von Singenberg, Reinmar von Zweter, Bruder Werner, Freidank, Neidhart, dem Fahrenden Rumelant oder dem betont kirchenkritischen Heinrich von Meißen (genannt Frauenlob). Nach den Wirren des Interregnums gerät die Politik der habsburgischen Kaiser in die Kritik, hierfür stellvertretend steht der Schulmeister von Eßlingen. Ein neuer Typus politischer Agitationslieder entsteht Ende des 14. Jahrhunderts in der Schweiz während der Unabhängigkeitskriege der Eidgenossen gegen die Habsburger.

## Reformation, Humanismus und Bauernkriege
Mit der von Jan Hus in Böhmen ausgelösten Frühreformation treten religiöse und national-territoriale Selbstbestimmung als Themen hervor. Auf hussitische Texte, die sich gegen Kirche und Kaiser richten, reagieren Dichter wie Muskatblüt und Oswald von Wolkenstein mit anti-hussitischer Dichtung. Literarische Topoi über Heiden und Ketzer, die bereits in der Kreuzzugslyrik verwendet wurden, werden nun auch auf politische Gegner innerhalb des Reiches bezogen. Hinzu kommt nach dem Fall Konstantinopels (1453) die Warnung vor der Türkengefahr, etwa bei Balthasar Mandelreiß oder Hans Rosenblüt, der als Meistsänger und Autor von Fastnachtsspielen stellvertretend für einen neuen Dichtertyp aus der stadtbürgerlichen Kulturschicht steht. Als produktivster politischer Dichter dieser Zeit gilt Michel Beheim, der, obwohl in adligen Diensten tätig, sich in seinen verständlichen Texten schon an ein breites Publikum wendet. Mit dem Buchdruck erweitern sich die Möglichkeiten, ein Massenpublikum zu erreichen. Ulrich von Hutten tritt mit seinen Forderungen nach politischer Neuordnung des Reiches und seinen Appellen an ein Nationalverständnis als vehement politischer Dichter des Humanismus auf. Aus allen Strömungen der Reformation verbreiten sich gegen Rom gerichtete geistlich-politische Lieder, etwa von Martin Luther (Ein‘ feste Burg ist unser Gott), Thomas Müntzer (Herodes, o du boesewicht) oder Johann Walter (Wach auf, wach auf, du deutsches Land!). Auch anti-protestantische, katholische Stimmen wie Thomas Murner finden ein breites Publikum. In Kreisen der von beiden Konfessionen verfolgten Täuferbewegung entstehen Klage- und Märtyrerlieder, beispielsweise von Leonhard Schiemer, über ihre hingerichteten Glaubensgenossen. In hohen Druckauflagen verbreiten sich Kampflieder, Parodien, Flugblätter im Land, deren viele Verfasser aus Angst vor Entdeckung anonym bleiben. Eine verstärkte Polarisierung und Politisierung ergibt sich aus Anlass der Bauernkriege, sowohl aus Kreisen der aufständischen Bauern- und Bundschuhanhänger wie Conz Annahans als auch Vertretern der Feudalkräfte wie Lienhart Ott oder Schenkenbach. Politisch einzuordnen sind auch die nun entstehenden Landsknechtlieder. Die Literatur dieser Zeit bringt Formen und Topoi hervor, die im Dreißigjährigen Krieg eine neue Wucht entfalten.

## Barock und Dreißigjähriger Krieg
Der Dreißigjährige Krieg überschattet mit seinen Verwüstungen die Lyrik des 17. Jahrhunderts. Die politische Dichtung der Epoche spiegelt die Parteilichkeit und verbindet die Klage um die Zerstörung mit erwachender Vaterlandsliebe. Als außenpolitische Themen werden die Abwehr des an den Rhein vordringenden Frankreichs und des erneut Wien angreifenden Osmanischen Reiches verhandelt. Die Lyrik wird zu einem entscheidenden Faktor in der engagierten Publizistik, gerade auch in einer ungeheuren Menge zum Teil anonymer Flugschriften, Flugblätter oder polemischer Pasquillen. Es ist zuvorderst der Dichter Georg Rodolf Weckherlin, der mit seinen Oden in den „Gaistlichen und Weltlichen Gedichte“ die Maßstäbe für die scharf formulierte, politische Lyrik der Zeit setzt (An das Teutschland; Von dem König von Schweden). Wie Weckherlin stellen sich auch Diederich von dem Werder, Georg Philipp Harsdörffer und Paul Fleming gegen die katholische Liga und auf die Seite der protestantischen Kriegspartei. Nicht selten, dies lässt sich auch bei Simon Dach, Martin Opitz und Andreas Gryphius finden, stellen sich die Lobeshymnen an absolutistische Herrscher in die Tradition der Panegyrik, teilweise verbunden mit moralischen Reflexionen über gutes Regieren in Sinne der Fürstenspiegel. Satirische Sozialkritik findet sich in den Epigrammen eines Friedrich von Logau.

## Die Epoche der Aufklärung

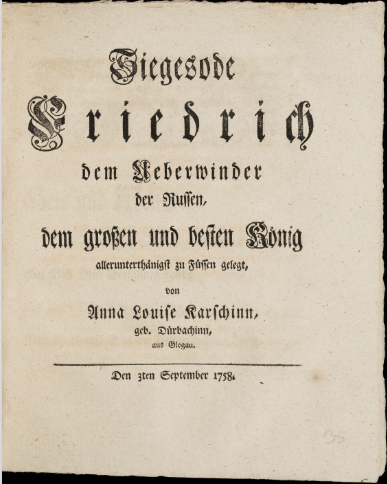
Siegesode auf König Friedrich (1758)

Absolutismus und französische Revolution inspirierten viele Dichter, sich zu geschichtlichen Ereignissen zu äußern. Themen waren unter anderen die territoriale Zersplitterung Deutschlands, zumal durch den Österreichischen Erbfolgekrieg und den Siebenjährigen Krieg eine Reichseinheit immer weniger realistisch wurde, die kriegerischen Interventionen Frankreichs, die zum Verlust der linksrheinischen deutschen Gebiete führten, aber auch die Unabhängigkeit der Staaten Nordamerikas. Prägend für die Epoche ist das Entstehen einer publizistisch-medialen Öffentlichkeit, die politische Diskurse innerhalb der Gebildetenschicht und des Bürgertums befördert. Wie im Barock setzte sich die Tradition des Herrscherlobes fort, das nunmehr dem aufgeklärten Monarchen eines wohlgeordneten Staates gewidmet war, so etwa in Gotthold Ephraim Lessings Oden auf Friedrich II. von Preussen oder Johann Ulrich von Königs Preisgesänge auf August den Starken von Sachsen. Zu einer neuen Blüte kam Genre der Vaterlandslieder, die sich auf den Topos Germaniens als Ursprung Deutschlands und eines zukünftigen Patriotismus bezogen, besonders bei Johann Peter Uz (Das bedrängte Deutschland), Friedrich Gottlieb Klopstock (Das neue Jahrhundert) und den Dichtern im Göttinger Hainbund. Die Feldzüge des preußischen Königs Friedrich II. gegen Österreicher, Russen und Franzosen inspirierte das Genre der Kriegslieder, beispielhaft dafür stehen Ewald von Kleist (Ode an die preußische Armee), Johann Wilhelm Ludwig Gleim (Preußische Kriegslieder in den Feldzügen 1756 und 1757 von einem Grenadier) und Anna Louisa Karsch mit ihren Gedichten über die Siege Friedrichs des Großen im Siebenjährigen Krieg. Auf Anregung von Gleim verfasste Johann Caspar Lavater die Schweizerlieder, eine Sammlung patriotischer Gedichte über Ereignisse und Personen der eidgenössischen Geschichte. Zudem begann in der Aufklärungsepoche die regimekritische Lyrik gegen absolutistische Fürstenwillkür und Adelsherrschaft. Für besonderes Aufsehen sorgte der Fall des Schriftstellers Christian Friedrich Daniel Schubart, der wegen Kritik an seinem Landesherrn eine zehnjährige Festungshaft aushalten musste, exemplarisch sein Gedicht Fürstengruft. Die politischen Ideen der Aufklärung fanden ihren Nachhall im Sturm und Drang. So zeigte sich Klopstock nicht nur als Verfechter des republikanischen Nationalstaatsgedankens, sondern, ähnlich wie Friedrich Schiller, als anfänglicher Anhänger der französischen Revolution, zumindest bis zum Beginn des jakobinischen Terrors. Johann Gottfried Herders Wiederentdeckung volksliedhafter Formen, praktisch deutete sie sich bereits in Gleims Grenadierliedern an, hatte großen ästhetischen Einfluss auf den Sturm und Drang, die Lyrik der Befreiungskriege, der Romantik, des Vormärz sowie des gesamten 19. und 20. Jahrhunderts. In den 1770er Jahren entstand mit Rückgriff auf die germanische Vergangenheit und in Erwartung einer vaterländischen Zukunft die so genannte Bardenlyrik, vertreten etwa durch Klopstock, Heinrich Wilhelm von Gerstenberg oder den Österreicher Michael Denis. War diese am Ideal des Skalden orientierte Dichtung, in ihrer Zeit eine eher fiktive Rollenlyrik, so gelangte sie vierzig Jahre später in den Befreiungskriegen zu einer politisch-praktischen Relevanz.

## Revolution, Romantik und Befreiungskriege
Die Begeisterung für die Ideale der französischen Revolution und der Mainzer Republik änderte sich angesichts des Terrors der Jakobiner und der Diktatur Napoleon Bonapartes zu Ablehnung. Im antifeudalistisch-republikanischen Geist standen Texte von Gottfried August Bürger oder Johann Heinrich Voß, die noch Ende der 1790er Jahre in den Zuchtspiegel-Anthologien von Friedrich Christian Laukhard gedruckt wurden. Daneben bildete sich eine frankophile propagandistische Revolutionspoesie, die so genannte Jakobinerlyrik heraus, als deren Vertreter unter anderem Eulogius Schneider, Niklas Müller oder August Lamey gelten. Der letztendliche Stimmungsumschwung gegen den Jakobinismus zeigte sich am deutlichsten im Werk Klopstocks, etwa in den Gedichten „Der Eroberungskrieg“ oder „Die öffentliche Meinung“. Eine entschieden gegen die Revolution gerichtete Haltung bezogen Gleim mit seinen Zeitgedichten, die namensgebend für einen Typ politischer Lyrik wurden, sowie in Österreich die Autoren Lorenz Leopold Haschka und Leopold Alois Hoffmann. Mit der frühromantischen Ästhetik und Poetologie eines Novalis und Friedrich Schlegel beginnt eine Rückwendung zur christlichen Reichsidee und dem Universalkaisertum. Dieses Ideal endete mit der Zerschlagung des Heiligen Römischen Reiches Deutscher Nation durch Napoleon im Jahre 1806, der Unterzeichnung der Rheinbundakte und der Niederlegung der Kaiserkrone durch Franz II. Die Kriegspolitik Napoleons schuf in Süddeutschland Satellitenstaaten, West- und Norddeutschland wurden annektiert und unter eine zehnjährige französische Besatzung gezwungen. Der Kampf um republikanische Freiheit musste sich zunächst als Kampf gegen die Fremdherrschaft neu aufstellen. Das Zentrum der neu entstehenden Kriegslyrik lag in Preußen. Schon 1806 verteilte Achim von Arnim seine Kriegslieder an preußische Truppen. Zwischen 1806 und den Beginn der Befreiungskriege wurde Ernst Moritz Arndt mit seinen patriotischen Liedern (Beispiel Des Deutschen Vaterland) zum Fürsprecher des aktiven Widerstandes, ebenso Friedrich Schlegel mit seinen lyrischen Aufrufen zur Rettung des Vaterlandes (Gelübde). Für die Lyrik, die dem direkten Kriegsgeschehen der Schlachten abgetrotzt wird, steht Theodor Körner (Gedichtsammlung Leier und Schwert). Romantischer im Ton klang wiederum die Lyrik eines Max von Schenkendorf (Freiheit, die ich meine) und die politisch bewegten, spätromantischen Gedichte von Joseph von Eichendorff (Sammlung: Zeitlieder). Auf das Jahr 1810 verfasste Johann Gottfried Seume die Elegie An das deutsche Volk, die nicht nur die kleinstaatliche Zersplitterung Deutschlands und die Gefolgschaft der Duodezherrscher gegenüber Napoleon anprangerte, sondern auch als Zukunftsvision bereits den Dreiklang von Einheit, Freiheit und Recht beinhaltete, die später in Hoffmann von Fallerslebens Lied der Deutschen einging und als dessen dritte Strophe die heutige deutsche Nationalhymne bildet. Dagegen erwies sich die Weimarer Klassik bezüglich politischer Dichtung geradezu biedermeierlich. Vom Quietismus in Friedrich Schiller im Gedicht Der Antritt des neuen Jahrhunderts von 1801 bis hin zu der von Goethe noch in seinem Todesjahr gegenüber Eckermann geäußerten Bemerkung „Sowie in Dichter politisch wirken will, muß er sich einer Partei hingeben, und sowie er dieses tut, ist er als Poet verloren; er muß (…) die Kappe der Borniertheit und des blinden Hasses über die Ohren ziehen“.

## Vormärz und liberale Revolution
In der Zeit zwischen der Restauration Metternichs und der Revolution von 1848 wird die politische Lyrik zur dominierenden literarischen Gattung, die „den epochalen Gegensatz zwischen spätfeudalem Herrschaftssystem und bürgerlichem Emanzipationsverlangen aktiv austragen wollte und sich bereits dem aufkommenden bürgerlich-klassenspezifischen Widerspruch zwischen ideologischem Gesellschaftsideal und unsozialer ökonomischer Praxis zu stellen hatte“ als einer „Blüteperiode der deutschen zeitgeschichtlichen Dichtung“ Autoren und Texte lassen sich bereits zu den entstehenden politischen Bewegungen des (National-)Liberalismus, des Konservatismus und des Sozialismus in Beziehung setzen. Ebenso entstehen die ersten Anthologien politischer Lyrik, so 1843 von Hermann Marggraff (Politische Gedichte aus Deutschlands Neuzeit) und 1847 von Arnold Ruge (Die politischen Lyriker unserer Zeit). Die vaterländische Lyrik der Befreiungskriege, erweitert um das Streben nach nationaler Einheit leitet teils in die Studentenlyrik nach dem Hambacher Fest über, teils in den bürgerlichen Liberalismus etwa eines August Heinrich Hoffmann von Fallersleben (Unpolitische Gedichte). Außenpolitische Ereignisse wie die französische Julirevolution, der Polenaufstand von 1831 oder der Freiheitskampf der Griechen wurden ebenfalls Thema in der Ära nationalromantischer Selbstvergewisserung. Im bürgerlich liberal bis konservativen Spektrum stehen die Werke von Ludwig Uhland, Adelbert von Chamisso, August von Platen-Hallermünde (Polenlieder) oder Friedrich Rückert, stärker von revolutionärem Gestus geprägt Georg Herwegh (Gedichte eines Lebendigen), Robert Eduard Prutz (Gedichte) oder Ferdinand Freiligrath (Neuere politische und soziale Gedichte). Der in äußerer und innerer Distanz zu Deutschland schreibende Heinrich Heine verfasste Gedichte sowohl bonapartistischen wie frühsozialistischen Inhalts. Die Rheinkrise von 1840, ausgelöst durch Bestrebungen Frankreichs, das linksrheinische Deutschland erneut zu okkupieren, lösten eine entschiedene patriotische Parteinahme von Dichtern zur deutschen Einigung aus, so entstanden die Gedichte von Nikolaus Becker (Sie sollen ihn nicht haben, den freien deutschen Rhein), Max Schneckenburger (Die Wacht am Rhein) und Heinrich Hoffmann von Fallersleben (Das Lied der Deutschen). Die damit verbundenen politischen Hoffnungen auf nationale Einheit bleiben auch nach dem Scheitern der bürgerlichen Revolution von 1848 bestehen.

## Industrialisierung und Kaiserreich
Auch die weitere politische Lyrik des 19. Jahrhunderts blieb stilistisch in den Traditionen des Volks-, Kirchen- und Soldatenliedes. Die Revolution von 1848, der Weberaufstand und die entstehende Sozialismusbewegung inspirierten Dichter zu linksgerichteter Parteinahme, darunter Friedrich von Sallet, Ludwig Seeger, Heinrich Heine (Gedichte), Adolf Glaßbrenner, Alfred Meißner, Ludwig Pfau, Georg Weerth. Mit Georg Herwegh (Bundeslied) und Karl Henckell beginnt die Tradition der Arbeiterdichtung, der auch Jakob Audorf (Arbeiter-Marseillaise) angehört, zumeist mit eindeutiger Parteinahme für den ADAV. Während Linke und Liberale der entstehenden Hegemonialmacht Preußen kritisch begegneten, sahen Teile des patriotischen Bürgertums darin die politische Zukunft. Züge einer erneuten Restauration finden sich in den Gedichten von Emanuel Geibel (Zeitstimmen, An Georg Herwegh), bereits in den 1840er Jahren mit einer pro-preußischen und späterhin kaisertreuen Haltung, die ihn zum beliebtesten Publikumsdichter der zweiten Jahrhunderthälfte werden ließ. Die Einigungskriege der 1860er Jahre, die zur erneuten Reichsgründung führten, begleitete literarisch auch Theodor Fontane in etlichen seiner Balladen, etwa über Offiziere Friedrichs des Großen oder in der positiven Darstellung Bismarcks und seiner Politik. Die soziale Frage gelangte mit den Naturalismus erneut auf die Agenda und prägte Dichter wie Arno Holz (Buch der Zeit). Charakteristisch für die Publizistik der zweiten Jahrhunderthälfte wurden die humoristischen und satirischen Monatszeitschriften wie Charivari, Kladderadatsch, Münchener Fliegende Blätter oder Simplicissimus, die vielen Dichtern Veröffentlichungsmöglichkeiten für tagespolitische Gebrauchslyrik boten. Diese fand ab 1900 auch ihren Platz im jungen politischen Kabarett, wie dem Überbrettl oder den Elf Scharfrichtern, für die auch Frank Wedekind arbeitete, der wegen eines kaiserkritischen Liedes kurzzeitig in Festungshaft genommen wurde. Eine weitere lyrische Tendenzen dieser Zeit ist die Heimatdichtung, deren konservative Ausrichtung sich beispielhaft in der Lyrik von Hermann Löns zeigt, der als Kriegsfreiwilliger bereits wenige Wochen nach Ausbruch des Ersten Weltkrieges fiel.
Der Erste Weltkrieg, in dessen Folge das zweite deutsche Kaiserreich untergeht, wird zur Reflexionsfläche von Dichtern aller Stilrichtungen. Die patriotische Grundstimmung bei Kriegsbeginn führte zu einer gesellschaftlichen Welle von Lyrikproduktion – rund 50.000 Kriegsgedichte gingen bei Kriegsbeginn täglich in den Zeitungsredaktionen ein und zwischen 1914 und 1916 erschienen über 220 Gedichtbände mit Kriegslyrik. Ernste Kriegshuldigungen verfassten bürgerliche, dem Symbolismus nahestehende Dichter wie Richard von Schaukal (Eherne Sonette), Richard Dehmel (Lied an alle), Rainer Maria Rilke (Fünf Gesänge), Hugo von Hofmannsthal (Österreichische Antwort) und einige Vertreter des George-Kreises. Bei den im Fronteinsatz stehenden Dichtern gesellte sich zur anfänglichen Begeisterung zunehmend die Kriegsverdüsterung, etwa bei Walter Flex (Wildgänse rauschen durch die Nacht) oder im Expressionismus eines Georg Trakl (Grodek). Umgekehrt wechselte Ludwig Thoma unter dem Kriegseindruck vom linksoppositionellen in das nationalkonservative Lager. Die ästhetische Bandbreite kriegskritischer Gedichte reicht vom futuristischen Kurzgedicht eines August Stramm (Patrouille) zum symbolistischen Langgedicht Stefan Georges (Der Krieg). Stellvertretend für den Dadaismus steht Hugo Ball mit einem seiner ersten bruitistischen Lautgedichte (totenklage) oder der etwas früheren Parodie eines Trinkliedes (Totentanz 1916). Dieser Text leitet bereits über zu den Varieté-Liedern der Weimarer Republik.

## Weimarer Republik, Kommunismus und NS
Die Weimarer Republik scheiterte an Folgen des Versailler Vertrages, dem Verfall des Liberalismus, der bolschewistischen und rechtsnationalen Bekämpfung des Parlamentarismus sowie letztlich an dem ökonomische Niedergang von Mittelschicht und Landbevölkerung nach der Weltwirtschaftskrise. „Für die politische Dichtung sind diese Entwicklungen von entscheidender Konsequenz, Sie kann ihre liberal-bürgerliche Tradition nicht sinnvoll bewahren, weder im rechten noch im linken Lager.“ Die Arbeiterdichtung geriet in den Sog der KPD und des Stalinismus, die nationalkonservative und Heimatdichtung in den Einflussbereich der NSDAP. Das Revolutionspathos expressionistischer Dichter, ablesbar 1919 in Kurt Pinthus Anthologie Menschheitsdämmerung (Kapitel: Aufruf und Empörung) rückte nach links, so bei Johannes R. Becher (Vorbereitung) oder Walter Hasenclever (Der politische Dichter). Die von Franz Pfemfert herausgegebene Zeitschrift Die Aktion wurde nach der niedergeschlagenen Novemberrevolution 1919 zur „Wochenschrift für revolutionären Sozialismus“ ausgerichtet. Gleichzeitig entstanden kommunistische Kampflieder wie von Oskar Kanehl (Steh auf, Prolet), die den Klassen- und Straßenkampf für die Revolution propagierten. Als Anarchist und Räterepublikaner trat Erich Mühsam (Revolution. Kampf-, Marsch- und Spottlieder) in Erscheinung. Das Arbeiterliederbuch Mit Gesang wird gekämpft von 1922 war bereits auf Linie der KPD. Arbeiterkampflieder gelangten mit Textänderungen auch in die Liederbücher der SA, so wurde etwa das Leuna-Lied zum Lied vom 9. November 1923. Um 1920 entstand mit Dietrich Eckarts Sturmlied (Deutschland erwache) der Grundtyp des späteren nationalsozialistischen Marschliedes. Auch die Volkslied-Tradition der bündischen Jugend wurde von den Massenorganisationen der Sozialistischen Jugend und später der Hitlerjugend für die eigenen Zwecke aufgenommen und instrumentalisiert. In den 1920er Jahren kritisierte der USPD-nahe Kurt Tucholsky mit seinen kabarettistischen Couplets vorwiegend das bürgerliche Parteienlager und Bertolt Brecht (Hauspostille) näherte sich in seiner marxistischen Ausrichtung der KPD an. Der Malik-Verlag, die Weltbühne und Die Rote Fahne stellten die maßgeblichen Foren linker Literatur dar. 1928 wurde der Bund proletarisch-revolutionärer Schriftsteller nach dem Vorbild der Russischen Vereinigung proletarischer Schriftsteller (RAPP) gegründet. Dieses Grundmuster totalitärer Berufsorganisationen wurde vom Faschismus übernommen. Als bürgerlich-liberaler Vertreter des Gebrauchslyrik der Neuen Sachlichkeit warnte Erich Kästner in seinen Gedichten (Kennst du das Land; Ganz rechts zu singen) vor der Gefahr des Nationalsozialismus. Der politische Extremismus, die ab 1930 einsetzte, ist ablesbar in den SA-Kampfliedern von Horst Wessel (Die Fahne hoch) und Arno Pardun (Volk ans Gewehr) sowie auf kommunistischer Seite bei Erich Weinert (Thälmann-Lied, Roter Wedding). Die Machtübernahme der NSDAP und die Bücherverbrennung 1933 trieb viele Dichter ins Exil, in Moskau verschrieben sich Johannes R. Becher und Erich Weinert dem Stalinismus. Gleichwohl gab es während der 30er Jahre, teils in der Inneren Emigration, widerständige bürgerlich-konservative Schriftsteller, wie etwa die christlich geprägten, vom preußischen Protestantismus zum Katholizismus konvertierten Autoren Gertrud von Le Fort (Hymnen an Deutschland) oder Werner Bergengruen (Der ewige Kaiser). Sie stellten die Idee des christlich-abendländischen deutschen Reiches gegen die Ideologie des NS-Führerstaates. Als totalitärer Autorenverband des NS-Staates wurde 1933 die Reichsschrifttumskammer gegründet, im Herbst des Jahres unterzeichneten 88 Schriftsteller das Gelöbnis treuester Gefolgschaft für Adolf Hitler darunter frühere Expressionisten wie Gottfried Benn und Hanns Johst, aber auch Autoren der Heimat- und völkischen Literatur wie Börries von Münchhausen, Agnes Miegel oder Lulu von Strauß und Torney. Viele Verlage schwenkten zur NS-Literatur um, zur bestimmenden Literaturzeitschrift wurde Das Innere Reich. Wie Benn begrüßte der aus nationalistischen Kampfbundkreisen stammende Friedrich Georg Jünger (Mohn) zunächst die faschistische Machtübernahme, ging aber ebenfalls in der Folge auf Distanz zur Politik des Nationalsozialismus. Zu den nationalsozialistischen Autoren, die sich früh dem Führerkult verpflichteten, gehörten Will Vesper, Herybert Menzel, Heinrich Anacker, aber auch Österreicher wie Josef Weinheber und Franz Tumler. Fritz Sotke und Bodo Schütt führten die bündischen Fahrtenlieder in den Soldatenliedern des Zweiten Weltkrieges fort. Blut und Boden, Rassismus, Antisemitismus, Lebensraumeroberung und Frontkampf wurden zu den vorherrschenden propagandistischen Themen der Kriegsjahre 1939 bis 1945.

## Geteiltes Deutschland: BRD und DDR
Nach dem Zweiten Weltkrieg verortete sich die politische Lyrik zwischen 1948 und 1989 im linkspolitischen Raum. Autoren, die aus alliierter Kriegsgefangenschaft kamen, als Sozialisten aus dem Exil zurückkehrten, oder als verfolgte Juden den Holocaust überlebt hatten, prägten die Themen in der zweiten Hälfte des 20. Jahrhunderts: Antifaschismus, Pazifismus im Kalten Krieg, Flucht und Vertreibung, Trümmerliteratur, Aufbau des Sozialismus, Antikapitalismus und Antiamerikanismus. Erste Autorenvereinigungen entstanden, in der BRD informell mit der Gruppe 47 und ästhetischem Bezug zur westlichen Moderne, in der DDR offiziell mit einem Schriftstellerverband nach sowjetischem Vorbild und der Ausrichtung am Sozialistischen Realismus. Staatsdichter übernahmen Ansätze der Panegyrik für stalinistische Lobgesänge, so Louis Fürnberg (Lied der Partei) Johannes R. Becher (Zum Tode J.W. Stalins) oder Kurt Barthel. Als literarische Kaderschmiede diente das Literaturinstitut in Leipzig. Für die westdeutsche Literatur setzte Paul Celan mit seinem Gedicht Todesfuge die Auseinandersetzung mit dem Holocaust auf die literarische Agenda. Die Verdrängung von NS-Verbrechen und den herrschenden Kapitalismus im Wirtschaftswunderland BRD thematisierte als erster Hans Magnus Enzensberger in seinen Gedichtbänden (Verteidigung der Wölfe, Landessprache) beim Übergang in die 1960er Jahre und setzte damit das Modell einer Protestpoesie, für die im Laufe des Jahrzehnts auch Erich Fried mit seiner didaktischen Gedankenlyrik stand, und die sich infolge der Studentenbewegung ab 1968 verstärkte, etwa bei Yaak Karsunke (Kilroy & andere) und noch bei Alfred Andersch (empört euch der himmel ist blau). Die Niederschlagung des Prager Frühlings verschärfte die Kulturpolitik in der DDR. Autoren, deren Lyrik nicht auf Parteilinie lag, wurden nun zunehmend von der Staatssicherheit überwacht und in den 1970er Jahren ausgebürgert, darunter Peter Huchel, Rainer Kunze, Wolf Biermann oder Thomas Brasch. Dieselbe politische Verfolgung erlitt die Rumäniendeutsche Literatur, wegen staatlicher Repressionen reisten Lyriker wie Rolf Bossert, Dieter Schlesak oder Richard Wagner aus Siebenbürgen und dem Banat nach Deutschland aus. In der BRD bewirkte der linksextremistische Terror der Roten Armee Fraktion eine Entpolitisierung der Lyrik, teils ironisch getönt wie bei Peter Rühmkorf. Sozialistisches Gedankengut mit Anleihen beim Folk der amerikanischen Bürgerrechtsbewegung pflegten vorwiegend noch Liedermacher wie Franz Josef Degenhardt oder Konstantin Wecker. In der DDR, die zunehmend in eine ökonomische und gesellschaftliche Krise geriet, richteten sich Aktionen der Staatssicherheit auch gegen Rock-Bands mit nonkonformen Texten, beispielsweise die Gruppe Renft. Abseits staatlicher Kulturpolitik entstand eine dissidentisch-avantgardistische Szene, deren Zentren in Berlin (Ost), Leipzig und Dresden lagen. Experimentelle Lyrik, Kryptogramme und sprachkritische Dekonstruktion wurden zu Zeichen der Systemkritik, etwa bei Bert Papenfuß, Stefan Döring oder Andreas Koziol aus der Szene des Prenzlauer Berges. Punk-Bands wie Schleim-Keim, deren Texte teils anarchische Systemkritik an den Zuständen in der DDR übten, wurden von der Staatssicherheit observiert. Das Ende der DDR, die deutsche Wiedervereinigung und die Abwicklung der ostdeutschen Wirtschaft stießen bei Autoren, die an der Zweistaatlichkeit festhalten wollten oder noch an einen besseren Sozialismus glaubten, auf Schock und Ablehnung, gespiegelt in Gedichten von Günter Grass oder Volker Braun (Das Eigentum).